# چهارزبر سفلی
چهارزبر سفلی، روستایی از توابع بخش ماهیدشت شهرستان کرمانشاه در استان کرمانشاه ایران است.
این روستا در دهستان ماهیدشت قرار دارد و بر پایه سرشماری مرکز آمار ایران در سال ۱۳۸۵، جمعیت آن ۳۵۶ نفر (۷۶خانوار) بوده‌است.
جنگل‌های منطقه چهارزبر با ۳۰۰۰ هکتار مساحت در بخشی کوهستانی در ۳۴ کیلومتری جنوب غربی استان کرمانشاه و در رشته کوه‌های زاگرس قرار گرفته‌است. بر اساس جمع‌آوری گیاهی انجام شده از منطقه، ۱۶۱ گونه و واحدهای تحت گونه‌ای متعلق به ۱۲۴ جنس و ۴۰ تیره شناسایی شده‌است.